# Franciszek Jakub Szembek
Franciszek Jakub Szembek herbu własnego (zm. 1765) – wojewoda inflancki w latach 1737–1765, chorąży nadworny koronny w latach 1732–1735, starosta brzeskokujawski w latach 1735-1736, starosta tolkmicki.

## Życiorys
Był stronnikiem Augusta II. Poseł brzeskokujawski na sejm 1726 roku, poseł krakowski na sejmy 1729 i 1730 roku. W 1735 roku jako konsyliarz konfederacji generalnej podpisał uchwałę Rady Generalnej konfederacji warszawskiej.  Poseł województwa sandomierskiego  na sejm zwyczajny pacyfikacyjny 1735 roku. Elektor Augusta III Sasa w 1733 roku.
10 lipca 1737 roku podpisał we Wschowie konkordat ze Stolicą Apostolską.
Był konsyliarzem konfederacji generalnej 1764 roku. 
W 1738 roku odznaczony Orderem Orła Białego.